# Wschodni Kościół Staroobrzędowy
Wschodni Kościół Staroobrzędowy – niekanoniczny Kościół prawosławny zrzeszający gminy wyznaniowe bezpopowców na terenie Polski.
Według danych Głównego Urzędu Statystycznego kościół liczył w 2018 roku 1260 wiernych (w tym 1232 w województwie podlaskim oraz 20 w województwie warmińsko-mazurskim). Do 2024 liczba członków wzrosła do 1500 osób. W strukturach kościoła działają trzy parafie z trzema nastawnikami. Najwięcej wiernych mieszka na Mazurach i na Suwalszczyźnie. Centrum religijne i siedziba władz tej denominacji znajduje się w Suwałkach. Zwierzchnikiem Kościoła jest Janusz Jewdokimow.
W 2013 ze Wschodniego Kościoła Staroobrzędowego wyodrębniła się Staroprawosławna Cerkiew Staroobrzędowców.

## Historia
Wschodni Kościół Staroobrzędowy jest Cerkwią wywodzącą się z tradycji ruchu staroobrzędowego. Był on efektem sprzeciwu części wiernych Rosyjskiego Kościoła Prawosławnego wobec reformy liturgicznej patriarchy Nikona. Wierni ci oraz popierające ich duchowieństwo byli następnie poddawani prześladowaniom przez władze rosyjskie oraz hierarchię Rosyjskiego Kościoła Prawosławnego. W związku z tym masowo uciekali z Rosji, także na ziemie I Rzeczypospolitej, gdzie pojawili się w pierwszej połowie XVIII w. Na początku dotarli w okolice Augustowa, Sejn i Suwałk. W XIX wieku osiedlali się też w okolicach Pisza, Wojnowa i Mrągowa.
Status prawny Wschodniego Kościoła Staroobrzędowego w Polsce uregulowało rozporządzenie prezydenta o stosunku Państwa do Wschodniego Kościoła Staroobrzędowego, nie posiadającego hierarchii duchownej z 22 marca 1928 r.

## Administracja Kościoła
Bezpopowcy tworzą w Polsce niezależne gminy wyznaniowe, pozostające ze sobą we wspólnocie doktrynalnej. Zwierzchnim organem trzech polskich gmin zrzeszonych we Wschodni Kościół Staroobrzędowy jest obradujący co pięć lat ogólnopolski Sobór, a organem wykonawczym – Naczelna Rada Staroobrzędowców. Wewnątrz gminy rządzą się suwerennie i niezależnie.

### Parafie
Kościół liczy trzy parafie, które obsługuje trzech nastawników:
- parafia Zaśnięcia Bogurodzicy w Gabowych Grądach (największa parafia staroobrzędowa w Polsce),
- parafia w Suwałkach,
  - molenna w Wodziłkach
- parafia w Wojnowie.

Każda parafia posiada własną molennę.
Diaspora zamieszkuje m.in. powiat sejneński i Mazury, gdzie o bogatej historii staroobrzędowców świadczą wiekowe cmentarze w takich miejscowościach jak m.in. Buda Ruska, Gałkowo, Iwanowo, Kadzidłowo, Ładne Pole, Onufryjewo, Osiniak-Piotrowo, Pogorzelec, Rosochaty Róg, Sztabinki, Głuszyn, Hołny Wolmera, Suwałki, czy Wierśnie.

## Statystyki

### Dane według statystycznych ankiet wyznaniowych
| Rok  | Liczba wiernych | Liczba parafii | Liczba molenn | Liczba nastawników |
| ---- | --------------- | -------------- | ------------- | ------------------ |
| 1989 | 2627            | 4              | 4             | 3                  |
| 1990 | 2621            | 4              | 4             | 3                  |
| 1991 | 2576            | 4              | 4             | 3                  |
| 1992 | 2560            | 4              | 4             | 3                  |
| 1994 | 500             | 4              | 5             | 3                  |
| 1995 | 739             | 4              | 4             | 4                  |
| 1996 | 905             | 4              | 4             | 3                  |
| 2000 | 982             | 4              | 4             | 3                  |
| 2001 | 1012            | 4              |               | 3                  |
| 2003 | 1000            | 4              |               | 1                  |
| 2009 | 1110            | 4              | 4             | 4                  |
| 2010 | 1073            | 4              | 4             | 5                  |
| 2011 | 1006            | 4              | 4             | 6                  |
| 2017 | 1600            | 3              | 4             | 5                  |
| 2018 | 1260            | 3              | 4             | 3                  |
| 2019 | 1358            | 3              | 4             | 3                  |
| 2020 | 1402            | 3              | 4             | 3                  |
| 2021 | 1452            | 3              | 4             | 3                  |
| 2024 | 1500            | 3              |               | 3                  |

### Dane według wyników spisów powszechnych
| Spis powszechny               | Liczba deklaracji |
| ----------------------------- | ----------------- |
| Narodowy Spis Powszechny 2011 | 326               |
| Narodowy Spis Powszechny 2021 | 343               |

## Obiekty związane z kościołem

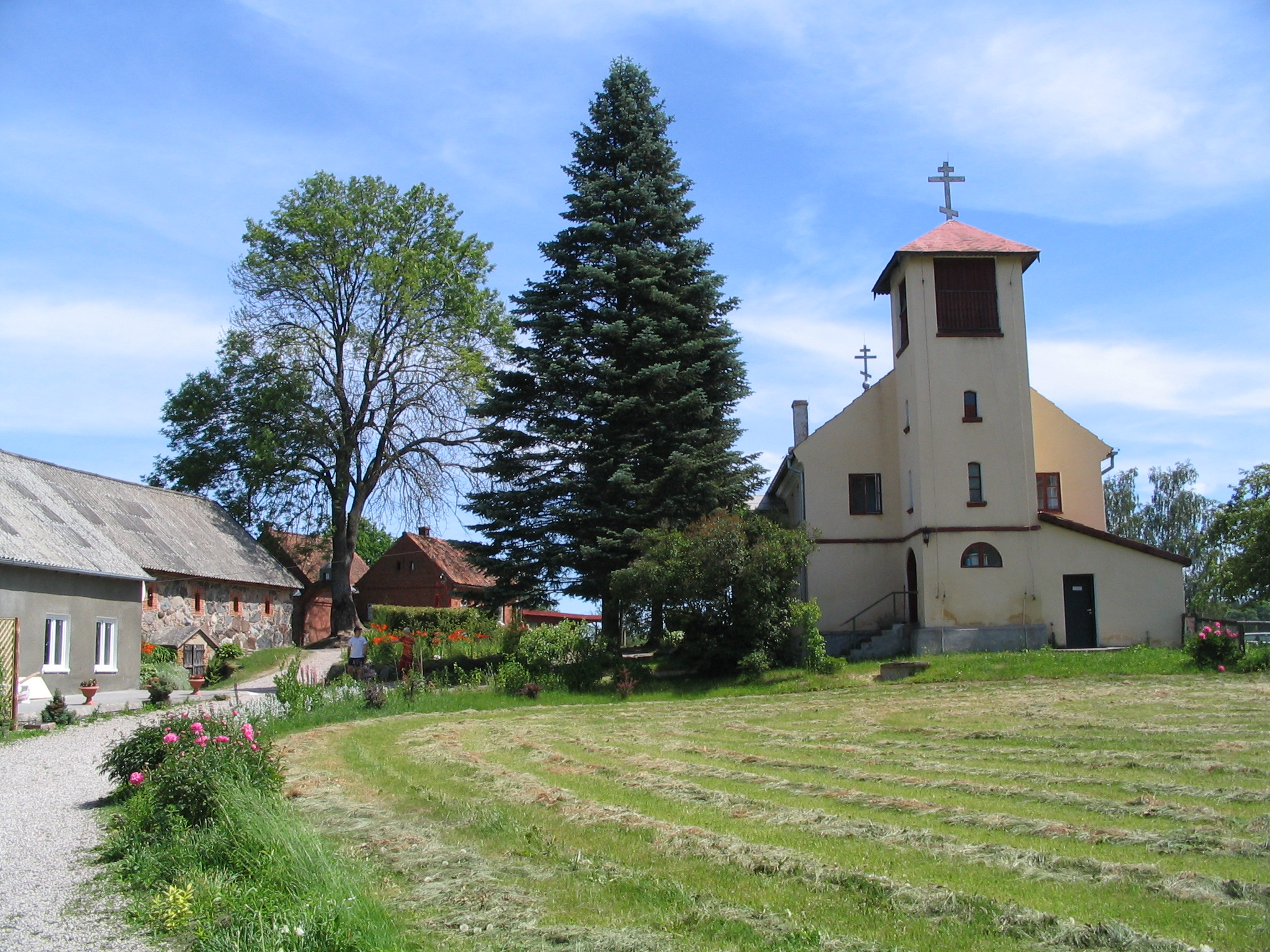
Dawny monastyr staroobrzędowy w Wojnowie
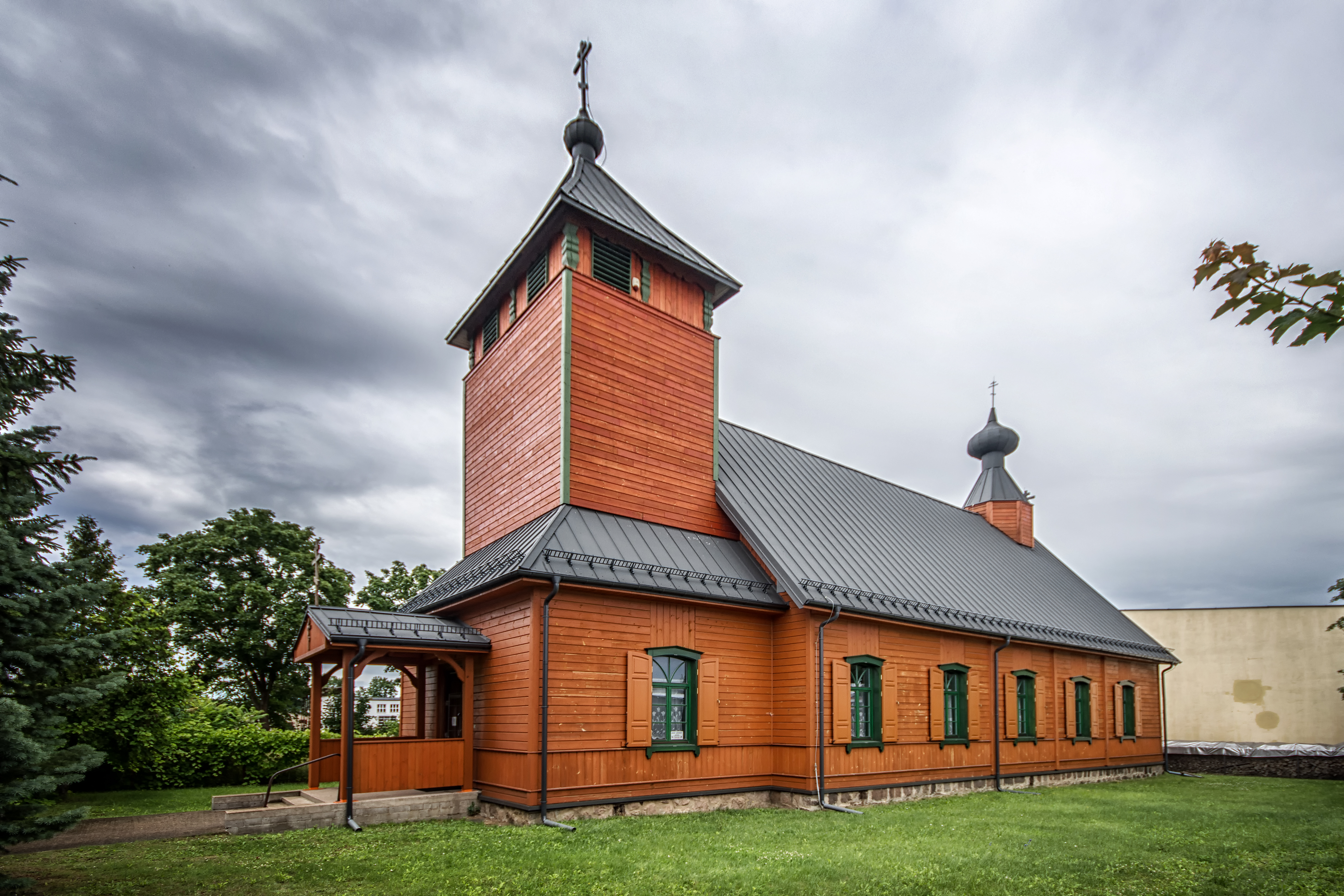
Molenna w Suwałkach
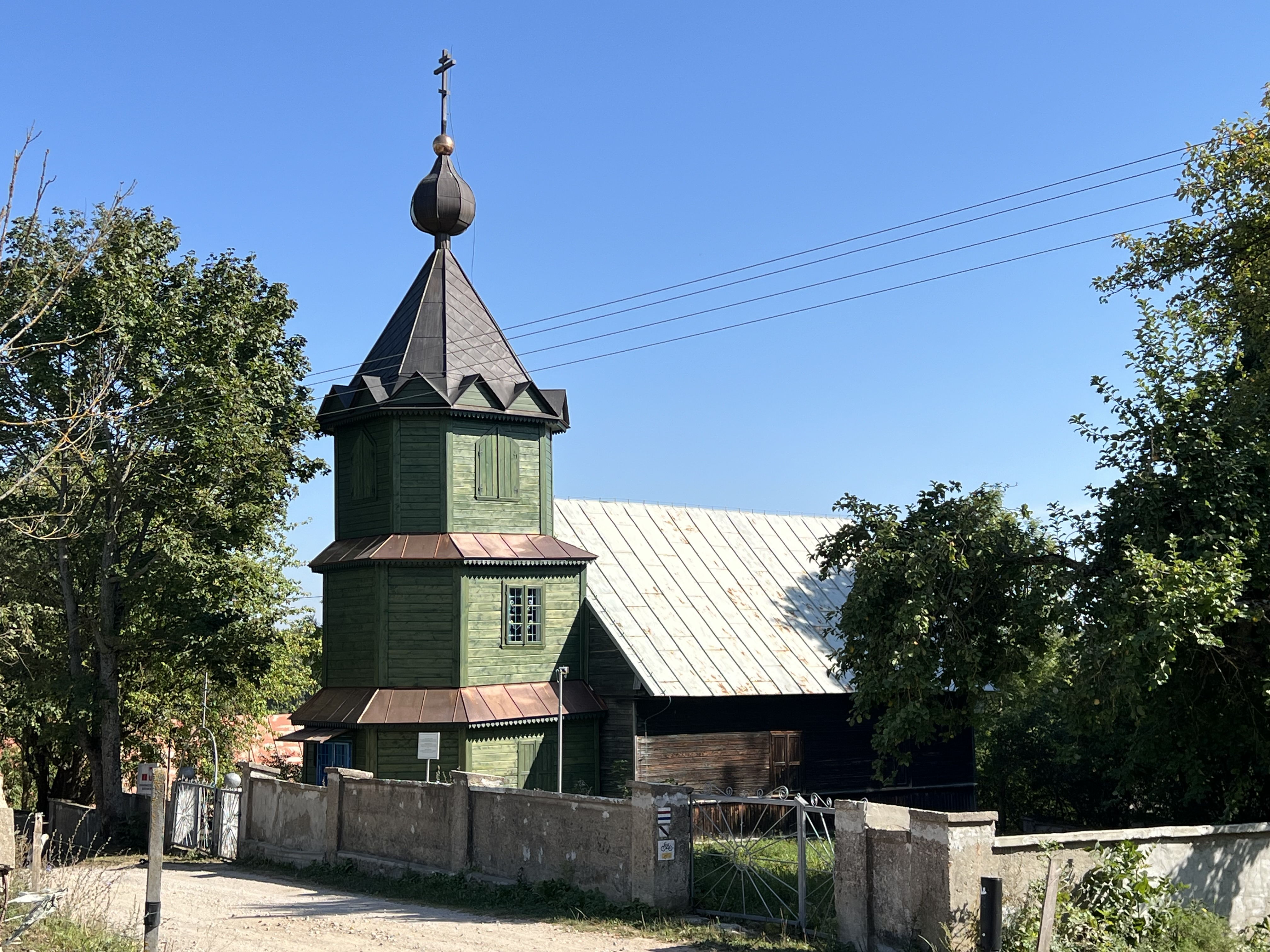
Molenna w Wodziłkach
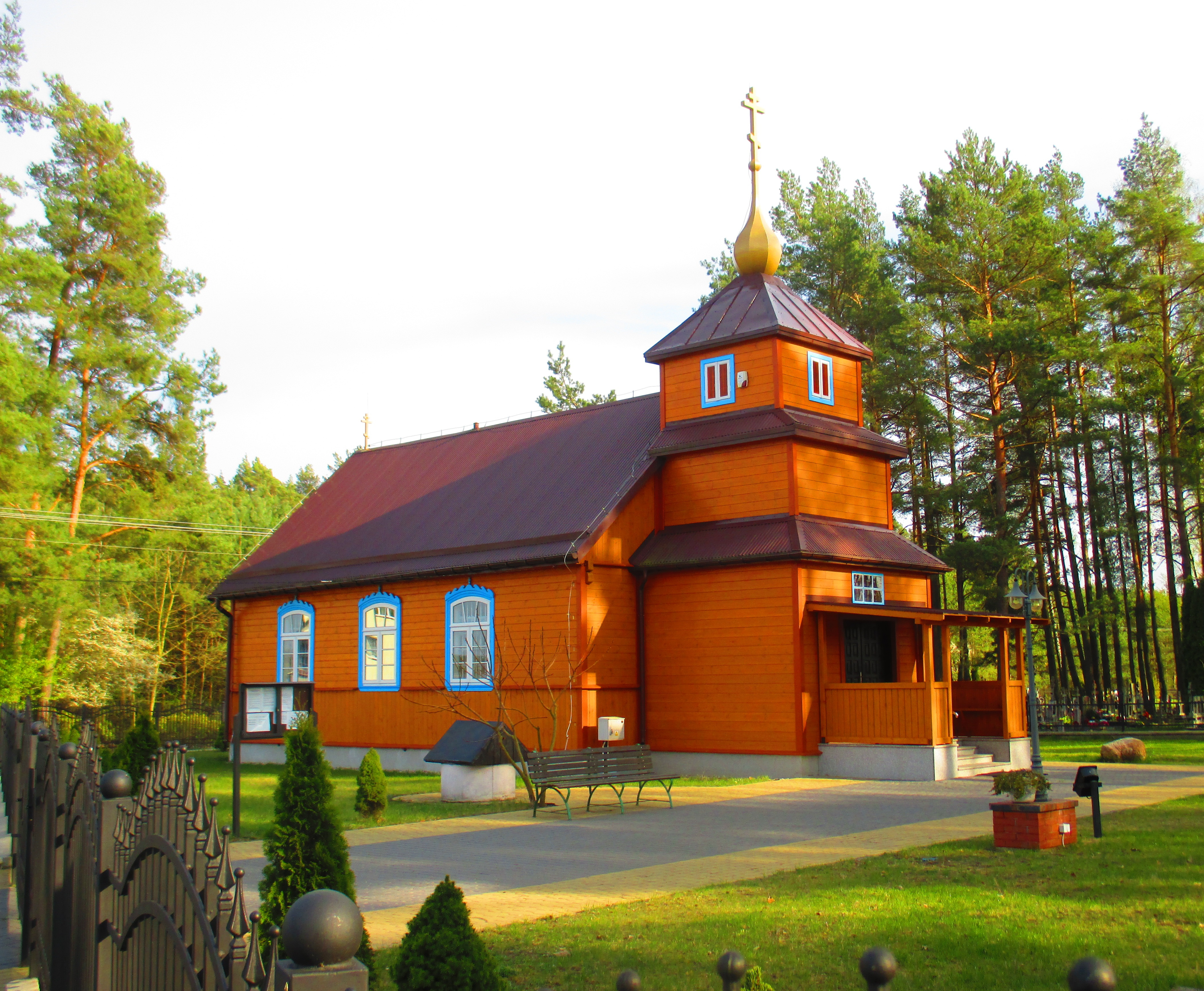
Molenna w Gabowych Grądach
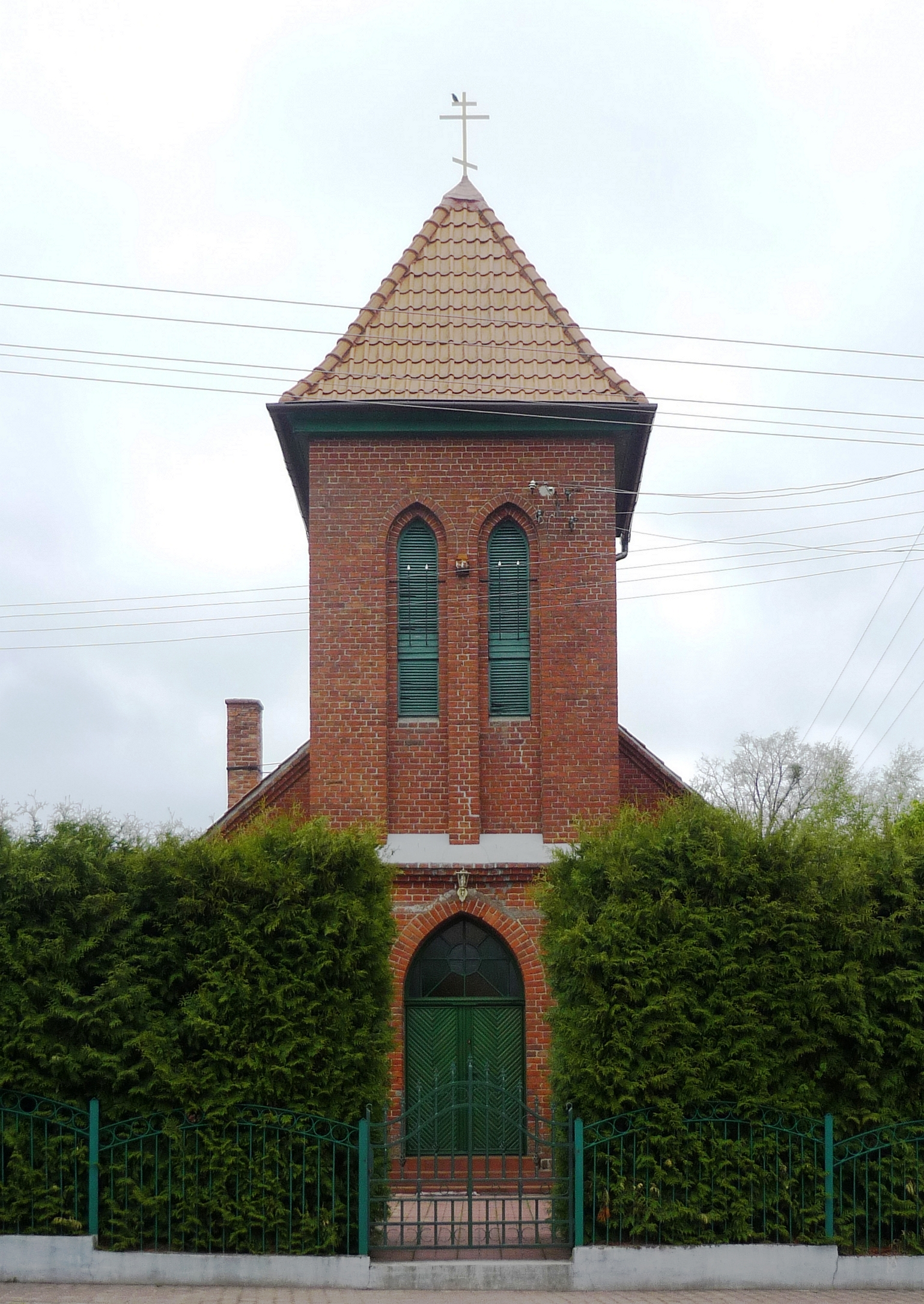
Molenna w Wojnowie